# Ross Stretton
Ross Stretton (* 6. Juni 1952 in Canberra; † 16. Juni 2005 in Melbourne) war ein australischer Ballett-Tänzer und Choreograf.

## Leben
Ross Stretton begann seine Tanzkarriere als Stepptänzer. Schon als Kind gewann er zahlreiche Preise. Im Alter von 17 wandte er sich dem klassischen Ballett zu. 1971 bewarb er sich erfolgreich an der Australian Ballet School. Nach seinem Abschluss tanze er bis 1979 für das Australian Ballet. Weitere Stationen seiner Karriere waren das Joffrey Theatre, das Northern Ballet Theatre in Manchester und das American Ballet Theatre. Er beendete seine Karriere als Tänzer 1990. In der Folge arbeitete er als Regisseur und ab 1993 als stellvertretender Direktor für das American Ballet Theatre. Nachdem er 1997 künstlerischer Leiter des Australian Ballet wurde, erweiterte er das Repertoire um zeitgenössische Werke wie die von James Kudelka, Twyla Tharp und William Forsythe.
Im September 2001 übernahm er die Position des künstlerischen Leiters des Royal Ballet in London, von der er sich schon ein Jahr später zurückzog.
| Personendaten    | Personendaten                               |
| ---------------- | ------------------------------------------- |
| NAME             | Stretton, Ross                              |
| KURZBESCHREIBUNG | australischer Ballett-Tänzer und Choreograf |
| GEBURTSDATUM     | 6. Juni 1952                                |
| GEBURTSORT       | Canberra                                    |
| STERBEDATUM      | 16. Juni 2005                               |
| STERBEORT        | Melbourne                                   |